# Ulrich Schröder (Physiker)
Ulrich Schröder (* 14. Mai 1935 in Schwerte; † 8. Dezember 2010 in Böblingen) war ein deutscher Theoretischer Physiker und Hochschullehrer.

## Leben
Nach dem Abitur studierte Ulrich Schröder an der Universität Marburg Physik, wo er bei Siegfried Flügge mit einem Thema aus der Theoretischen Teilchenphysik diplomierte. Danach folgte er Flügge an die Albert-Ludwigs-Universität Freiburg und wurde nach der Promotion dessen wissenschaftlicher Assistent.
Anschließend wechselte Schröder das Forschungsgebiet und wurde 1967 als theoretischer Festkörperphysiker Assistent an der Universität Frankfurt am Main, wo er in der Gitterdynamik mit einem von ihm untersuchten neuen Modell, dem sog. „breathing shell model“, international auf sich aufmerksam machte. Mit diesem Modell konnte vor allem die Dynamik der Sauerstoff-Ionen wesentlich besser erfasst werden als zuvor.
Es folgte ein zweijähriger Forschungsaufenthalt an der New York University  bei Joseph L. Birman. Danach habilitierte sich Schröder 1969 an der TU München.
Von 1969 bis zu seiner Emeritierung 2001 war er Professor für Theoretische Physik an der Universität Regensburg. An seinem Lehrstuhl beschäftigte man sich vor allem mit der Gitterdynamik von Ionenkristallen, mit Grenzflächeneffekten und der Gitterdynamik von Hochtemperatursupraleitern.